# Weiche Trespe
Die Weiche Trespe oder Flaum-Trespe (Bromus hordeaceus), auch Gersten-Trespe genannt, ist eine Pflanzenart aus der Gattung Trespen (Bromus) innerhalb der Familie der Süßgräser (Poaceae).

## Beschreibung

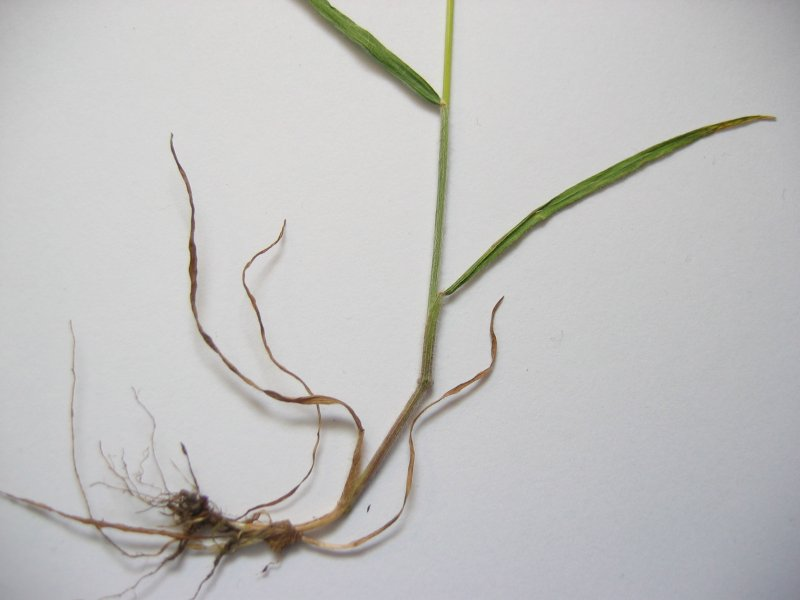
Unterirdischer Teil und unterer Teil des Halmes

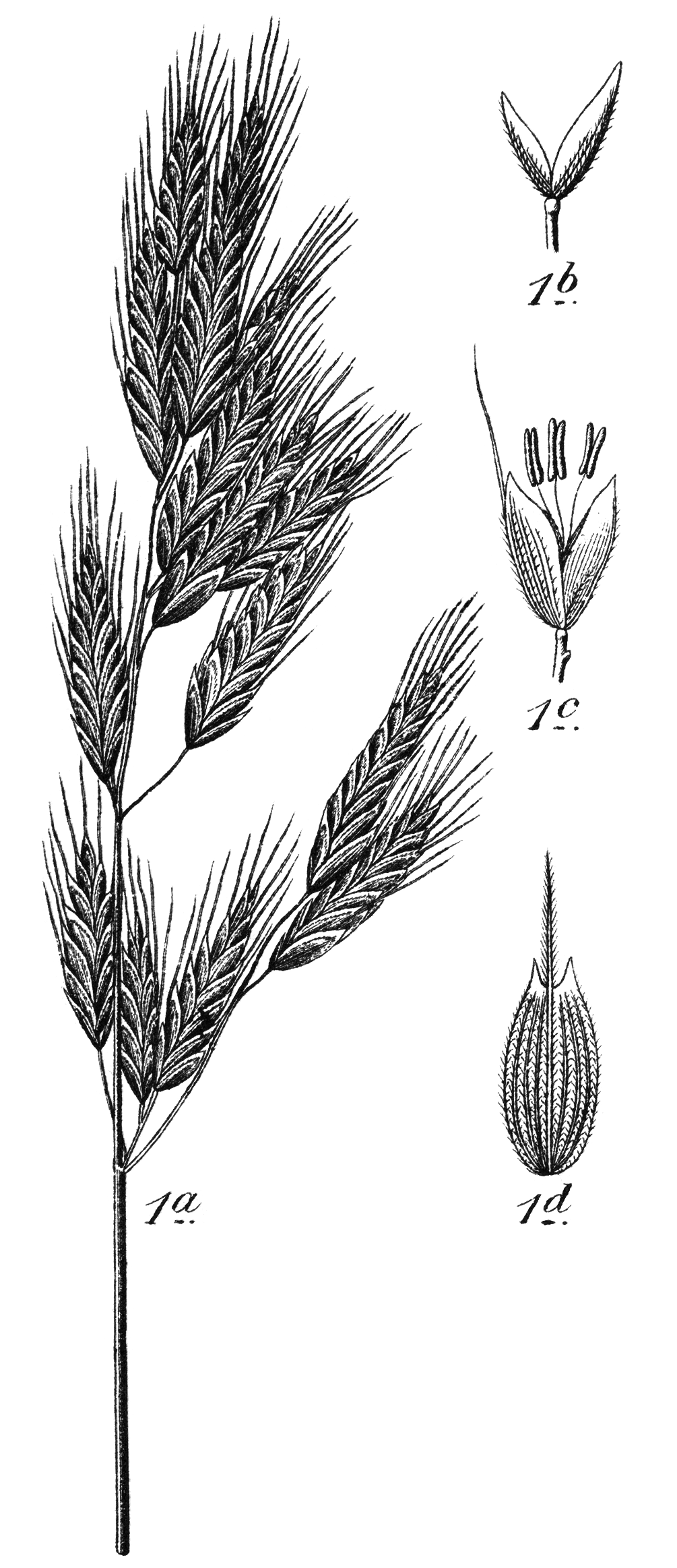
Illustration aus Sturm

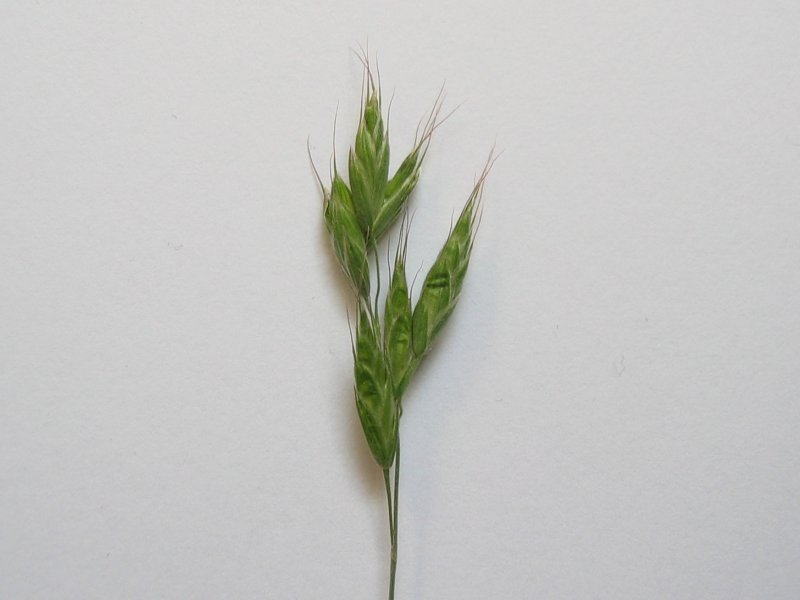
Blütenstand

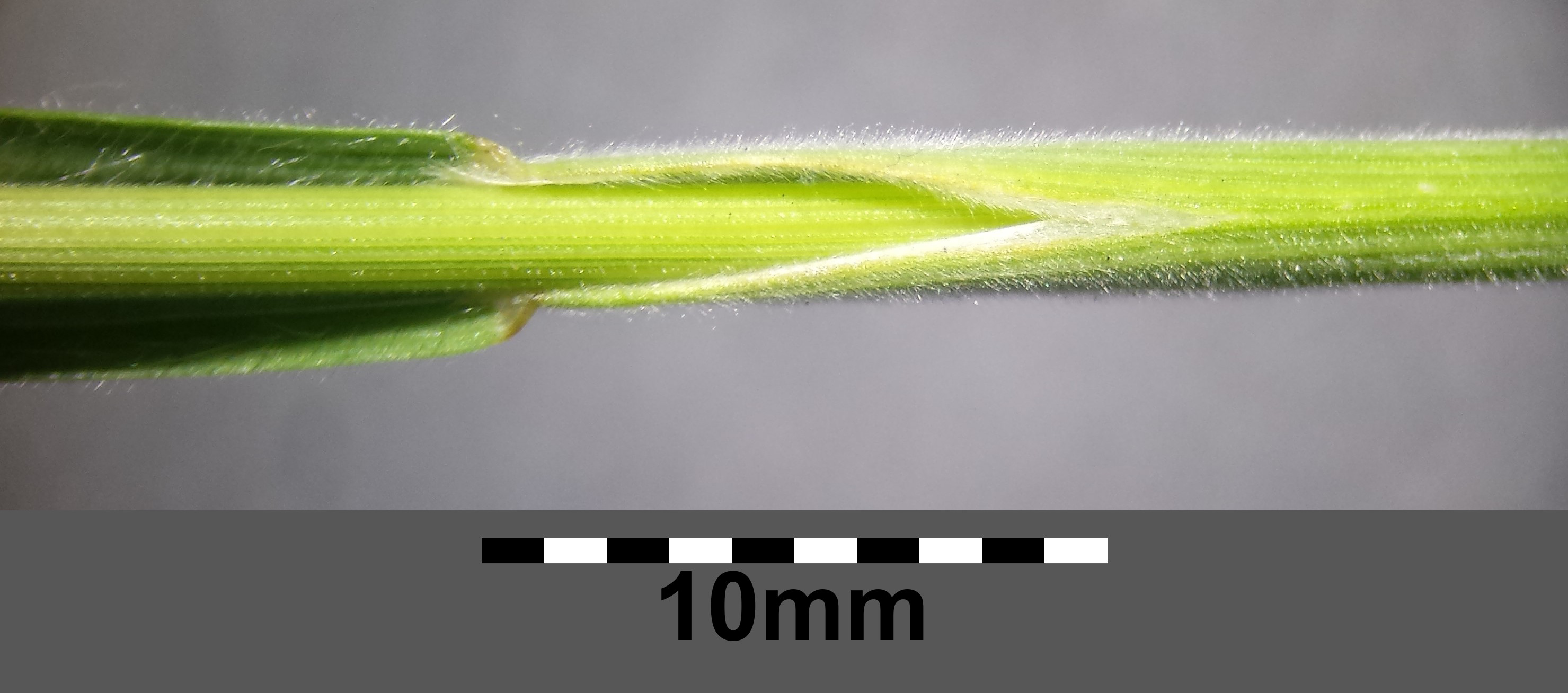
Die unteren Laubblattscheiden sind behaart.

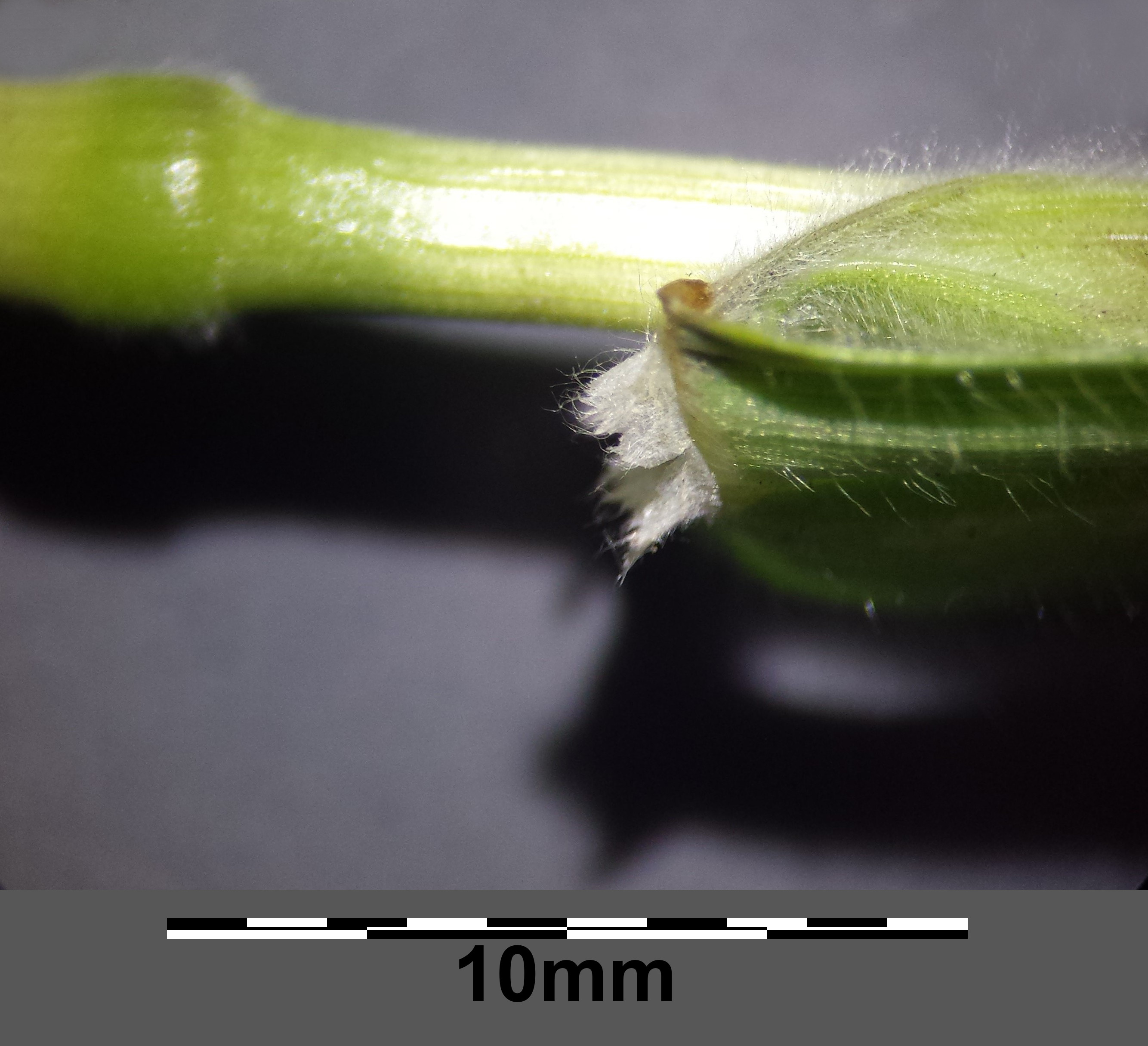
Das Blatthäutchen ist behaart und gefranst.

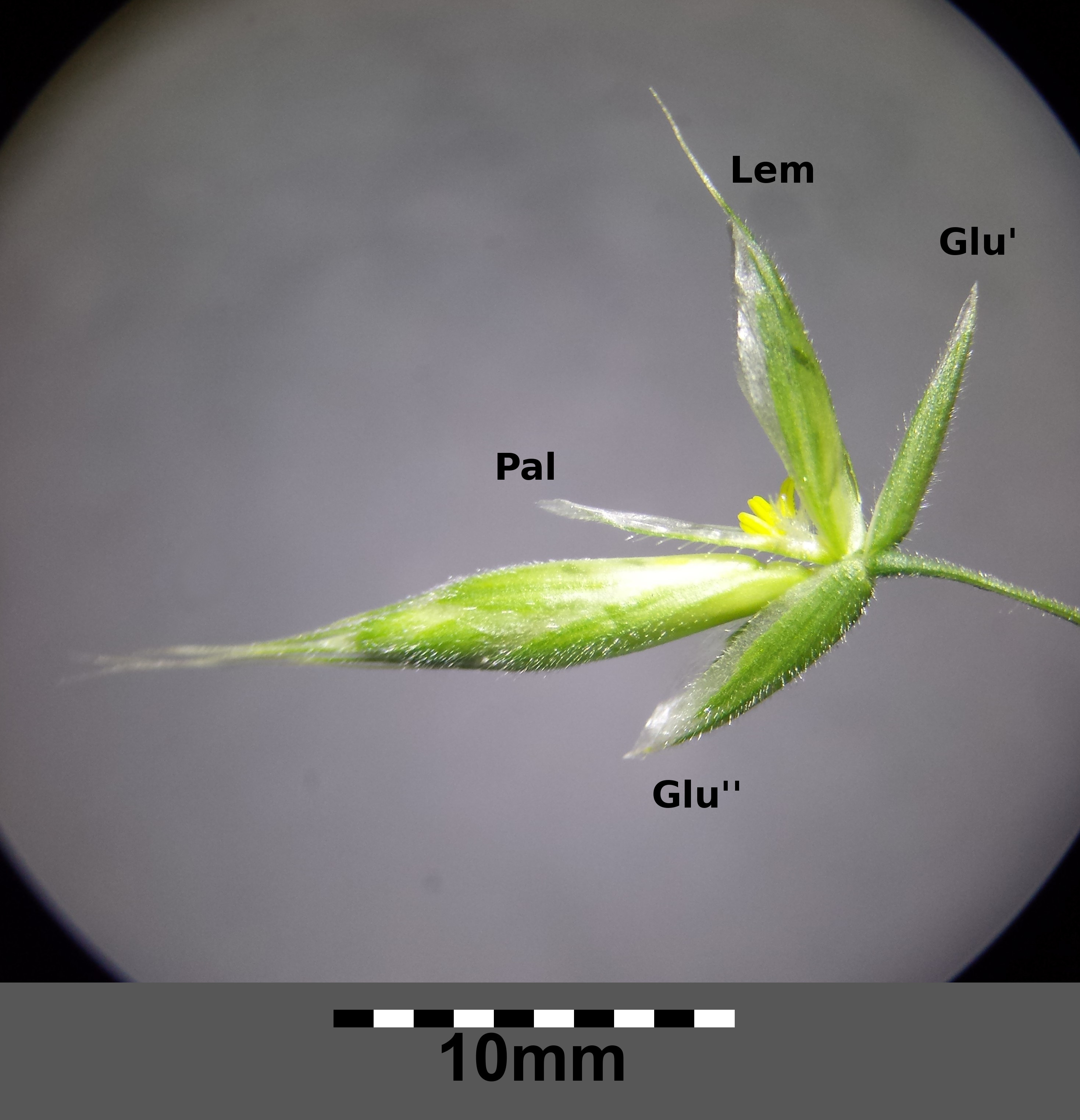
Aufgefächertes Ährchen mit unterer und oberer Hüllspelze (Glu) und mehreren Blüten. Die unterste Blüte ist geöffnet und die behaarte Deckspelze (Lem) und die Vorspelze (Pal) sind sichtbar.

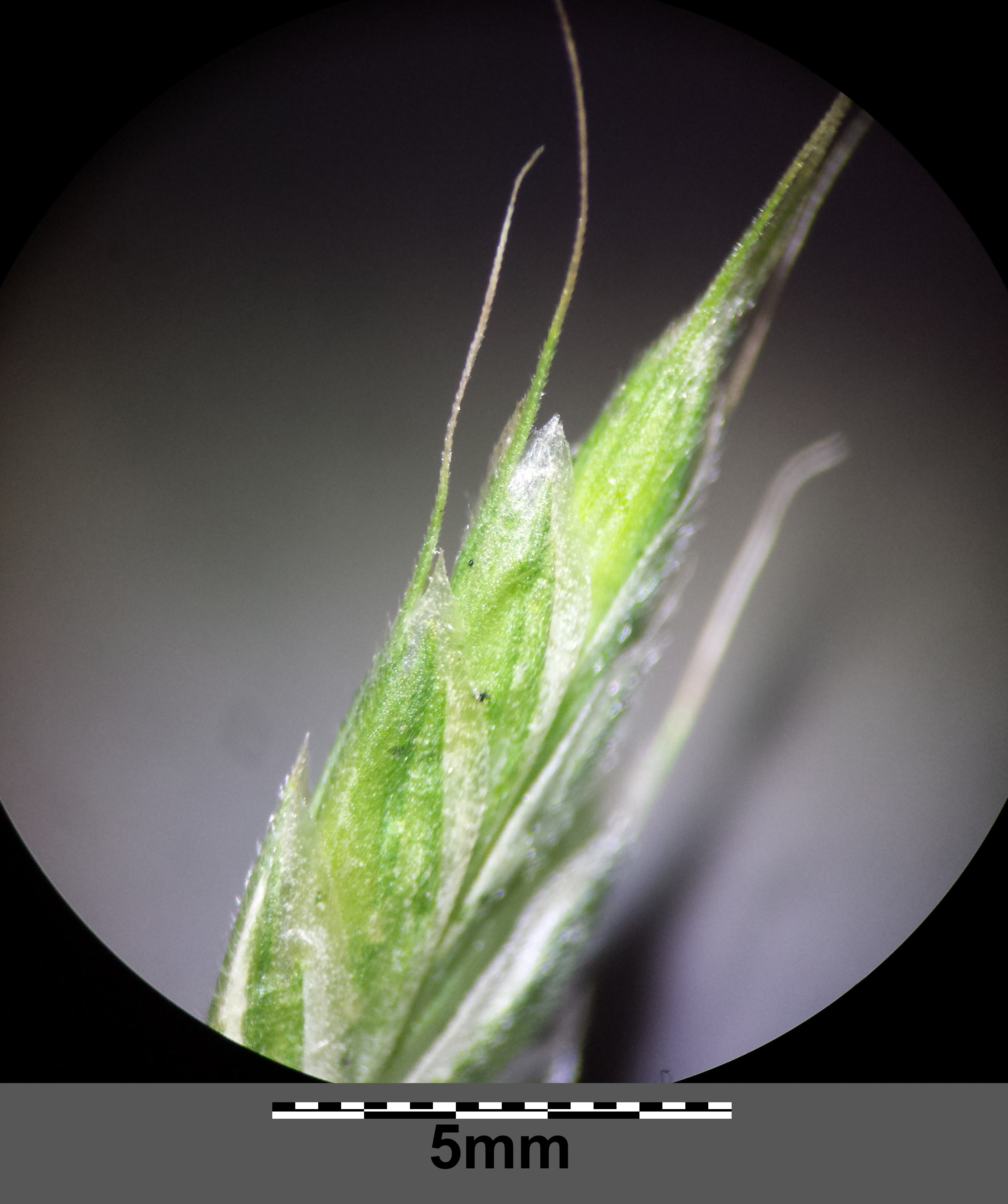
Ährchen mit vorne zweizähnigen Deckspelzen und kurz unterhalb der Spitze aufgesetzten Grannen.

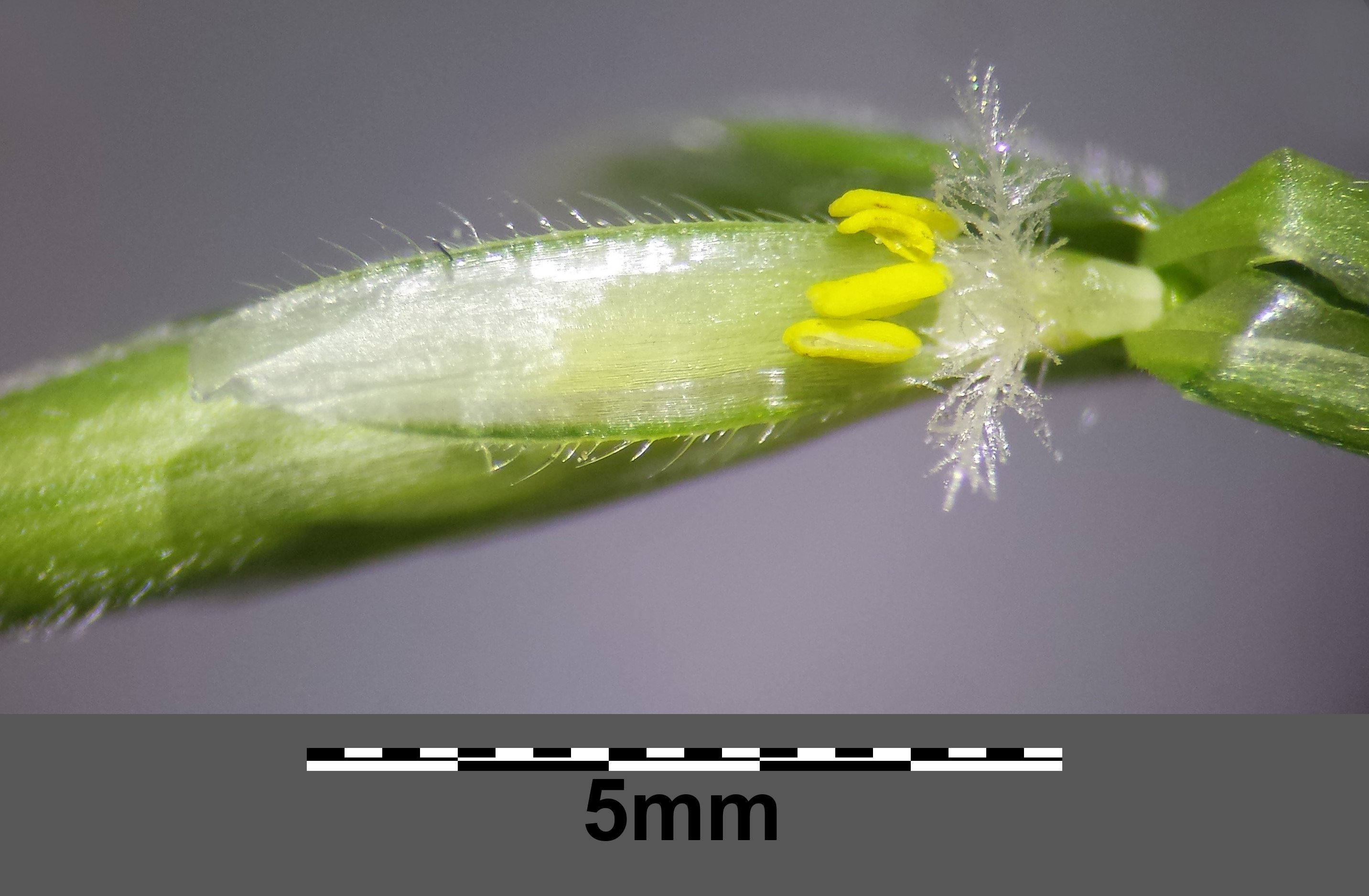
Geöffnete Blüte (rechts) mit Staubblättern und Narben, die Vorspelze (links) ist bir zur Spitze bewimpert und in der Mitte am breitesten.

### Vegetative Merkmale
Die Weiche Trespe wächst als einjährige krautige Pflanze und erreicht Wuchshöhen von 10 bis 90 Zentimetern. Sie wächst büschelig oder mit einzelnen Halmen. Die oberirdischen Pflanzenteile sind grau-grün. Die Halme sind unterhalb des Blütenstandes und an den Knoten behaart.
Die Blattscheiden sind gerieft, die unteren sind meist dicht weich behaart, wobei die Haare 1 bis 1,5 Millimeter lang sind. Die oberen Blattscheiden sind häufig nur an den Rändern behaart oder völlig kahl. Das Blatthäutchen ist ein dicht behaarter, häutiger Saum von 2 bis 2,5 Millimeter Länge. Die Blattspreiten sind 5 bis 25 Zentimeter lang sowie 2 bis 5, selten bis zu 7 Millimeter breit, flach-ausgebreitet und auf beiden Seiten weich und kurz behaart.

### Generative Merkmale
Die Blütezeit reicht von Mai bis Juli, bei sommerannuellen Pflanzen bis in den Oktober. Der rispige Blütenstand ist 2 bis 15 Zentimeter lang, aufrecht und zusammengezogen. Die unteren Seitenäste stehen meist aufrecht, sind weichhaarig und bis zu 5 Zentimeter lang. Die Stiele der Ährchen sind rau und meist kürzer als die Ährchen. Die Ährchen enthalten sechs bis zwölf Blüten und sind ohne Grannen 14 bis 22 Millimeter lang. Die Hüllspelzen sind häutig, kurz und dicht behaart sowie auf den Nerven rau. Die untere Hüllspelze ist drei- bis fünfnervig, selten siebennervig, bei einer Länge von 5 bis 8 Millimetern länglich mit spitzem oberen Ende. Die obere Hüllspelze ist fünf- bis siebennervig, bei einer Länge von 6 bis 10 Millimetern eiförmig mit spitzem oberen Ende. Die Deckspelze ist sieben- bis neunnervig, 8 bis 11 Millimeter lang, länglich bis eiförmig, oben gebuchtet und dünnhäutig mit schmalen, weiß-durchsichtigen Rändern. In den oberen zwei Dritteln ist sie dicht behaart. Sie trägt eine 5 bis 10 Millimeter lange, gerade Granne. Die Vorspelzen sind zweinervig und 1,5 bis 2 Millimeter kürzer als die Deckspelzen. Auf den Kielen haben sie etwa 0,5 Millimeter lange, steif abstehende Wimpern. Die Staubbeutel sind 0,3 bis 2 Millimeter lang. 
Die Karyopsen sind 6 bis 7 Millimeter lang und leicht kürzer als die Vorspelze. An ihrem oberen Ende trägt sie ein häutiges, behaartes Anhängsel. Im Querschnitt ist sie dünn und flach U-förmig gebogen.
Die Chromosomenzahl beträgt 2n = 28.

## Ökologie
Die Weiche Trespe wächst meistens winterannuelles Gras – sie keimt also meist im Herbst und blüht und fruchtet im darauffolgenden Jahr.
Wegen der auffälligen Abhängigkeit der Wuchshöhe vom Nährstoffgehalt des Bodens ist die Weiche Trespe ein anschauliches Beispiel für Modifikationen; so können Kümmerformen im Extremfall nur ein Ährchen besitzen. Die Ausbreitung der Weichen Trespe erfolgt hauptsächlich durch den Menschen. Deshalb ist die Weiche Trespe inzwischen weltweit verschleppt und vielerorts, beispielsweise in Australien eine Landplage.

## Standorte
In Mitteleuropa ist die Weiche Trespe verbreitet und häufig. Sie steigt von den Ebenen bis in mittlere Gebirgslagen. In Höhenlagen über 500 bis 600 Metern wird sie seltener, in den Alpen kommt sie aber bis 1000 Meter vor, adventiv bei Zermatt bis 2565 Meter. In den Allgäuer Alpen steigt sie in Bayern am Riedbergpass bis zu 1400 Metern Meereshöhe auf.
Die ökologischen Zeigerwerte nach Landolt et al. 2010 sind in der Schweiz: Feuchtezahl F = 3w (mäßig feucht aber mäßig wechselnd), Lichtzahl L = 4 (hell), Reaktionszahl R = 3 (schwach sauer bis neutral), Temperaturzahl T = 3+ (unter-montan und ober-kollin), Nährstoffzahl N = 4 (nährstoffreich), Kontinentalitätszahl K = 3 (subozeanisch bis subkontinental).
Sie wächst in Unkrautgesellschaften, besonders in der Nähe von Ortschaften, in trockenen Wiesen, in Getreidefeldern, auf Sandfeldern, Grasplätzen, auf Dünen, an Böschungen, Wegen und Zäunen, Bahnanlagen und Schuttplätzen. Sie bevorzugt mäßig trockene, nährstoffreiche Sand- und Lehmböden. Die Weiche Trespe ist ein Nährstoffzeiger. Auf trockenen Standorten neigt sie zu stark reduziertem Wuchs, die Pflanzen bilden dann häufig nur ein einziges Ährchen.
Die Weiche Trespe ist eine Ordnungskennart der Gedüngten Frischwiesen und Weiden (Ordnung Arrhenatheretalia), besonders in Glatthaferwiesen (Verband Arrhenatherion), sowie in der Mäusegerste-Gesellschaft (Hordeetum murini) und anderen Raukengesellschaften (Verband Sisymbrion).

## Systematik und Verbreitung

### Taxonomie
Die Erstveröffentlichung von Bromus hordeaceus erfolgte 1753 durch Carl von Linné in Species Plantarum, Tomus I, Seite 77. Das Artepitheton hordeaceus ist aus dem lateinischen Begriff hordeum für „Gerste“ und dem Suffix -aceus für „erinnert an“ abgeleitet. Ein lange gebräuchliches Synonym für Bromus hordeaceus L. ist Bromus mollis L., das auf Grund seiner späten Erstveröffentlichung im Jahre 1762 keine Priorität hat.

### Subtaxa und ihre Verbreitung
Die Weiche Trespe ist in den gemäßigten Gebieten Eurasiens sowie in Nordafrika und Makaronesien verbreitet. In Nord- und Südamerika sowie Australien ist sie ein Neophyt. In Europa kommt sie in fast allen Ländern vor und fehlt nur in Nordmazedonien.
Der Umfang der Art Bromus hordeaceus wird von verschiedenen Autoren unterschiedlich weit gefasst. Einige Sippen werden entweder als Unterarten von Bromus hordeaceus oder als eigene Arten innerhalb der Artengruppe Bromus hordeaceus agg. aufgefasst.

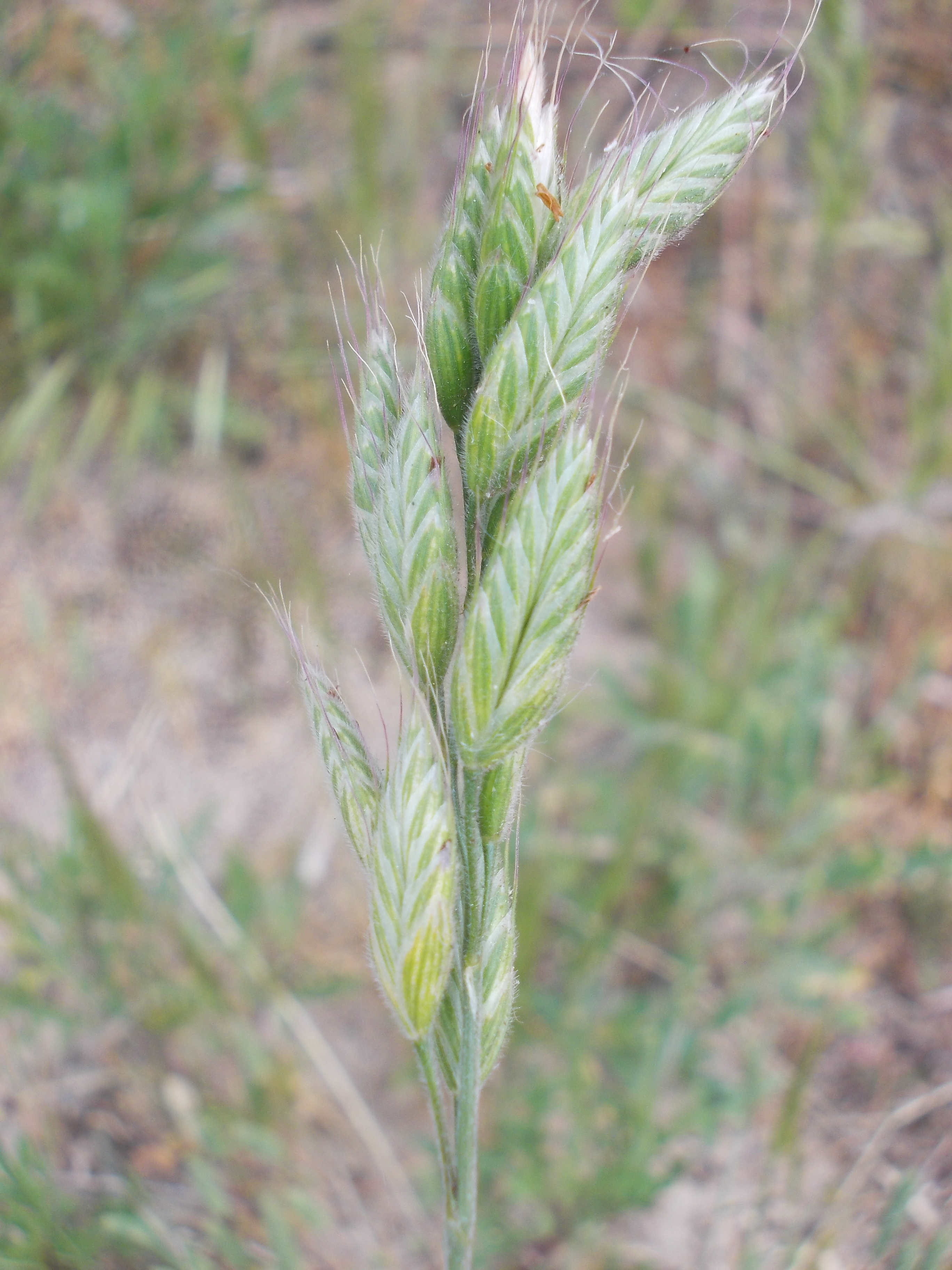
Blütenstand der Dünen-Trespe (Bromus hordeaceus subsp. thominei)

Je nach Autor werden gibt es einige Unterarten:
- Bromus hordeaceus subsp. bicuspis Hohla & H.Scholz: Sie wurde 2008 aus Österreich erstbeschrieben.[10]
- Eigentliche Weiche Trespe (Bromus hordeaceus L.  subsp. hordeaceus): Die Nominatform ist eine tetraploide Sippe und ist in Makaronesien und vom Mittelmeerraum bis in die gemäßigten Gebieten Eurasiens weitverbreitet[9] und im Mitteleuropa sehr häufig.
- Bromus hordeaceus subsp. longipedicellatus Spalton. Diese Unterart wurde 2001 erstbeschrieben; sie kommt im Vereinigten Königreich, Frankreich, Italien, Belgien, Deutschland, in der Schweiz und Österreich vor.[10] In Deutschland liegen Beobachtungen von Bayern, Baden-Württemberg, Rheinland-Pfalz, Hessen, Nordrhein-Westfalen, Niedersachsen und Sachsen vor.[12]
- Bromus hordeaceus subsp. mediterraneus (H.Scholz & F.M.Vázquez) H.Scholz (Syn.: Bromus molliformis subsp. mediterraneus H. Scholz & F. M. Vázquez): Kommt im Mittelmeerraum und in Makaronesien bis zur Türkei, Südosteuropa und Mitteleuropa vor.[10] In Mitteleuropa wurde sie in Berlin-Brandenburg, Nordrhein-Westfalen und Sachsen beobachtet und kommt unbeständig auch in Bayern und Hessen vor.[12]
- Bromus hordeaceus subsp. molliformis (Billot) Maire & Weiller (Syn.: Bromus molliformis Billot non Godr. nec Lloyd): Sie kommt auf den Kanaren, in Marokko, Algerien, Tunesien, Libyen, Frankreich, Kroatien, Montenegro und in der Türkei vor.[10] Sie wurde in Mitteleuropa in Südtirol und unbeständig auch in Berlin-Brandenburg beobachtet.[12]
- Falsche Dünen-Trespe (Bromus hordeaceus subsp. pseudothominei (P.M.Sm.) H.Scholz): Ist ebenfalls eine tetraploide Sippe, mit Hauptverbreitung[6] in Nordwest-Europa. Sie kommt aber auch in Frankreich, in Mitteleuropa und in Südosteuropa vor.[9] Sie wird von manchen Autoren als die Hybride Bromus × ferronii Mabille angesehen.[9]
- Dünen-Trespe (Bromus hordeaceus subsp. thominei (Hardouin) Maire; Syn.: Bromus thominei Hardouin)[6] Sie kommt auf den Azoren und vom Mittelmeerraum bis West- und Nordeuropa vor.[10] Sie gedeiht in Mitteleuropa auf Sandtrockenrasen der Küstendünen von Nord- und Ostsee in Gesellschaften des Verbands Koelerion albescentis.[2][12] Sie kommt auch in Salzfluren im Burgenland vor.[12]

Nicht mehr hierher wird gerechnet:
- Bromus hordeaceus subsp. divaricatus (Bonnier & Layens) Kerguélen → Bromus intermedius Guss.

## Namensgebung
Als weiterer deutschsprachiger Trivialname ist für diese Pflanzenart für Tirol im Pinzgau und im Pongau die Bezeichnung „Duft“ belegt.

## Bedeutung
Die Weiche Trespe kann in lückigen Fettwiesen und in Äckern als „Unkraut“ auftreten. Da sie vor der ersten Mahd aussamt, ist sie schwer zu bekämpfen. Weil die Blätter früh vergilben, ist das Gras ertragsarm und landwirtschaftlich minderwertig. Als Bekämpfungsmaßnahmen gelten gute Düngung und die Erhaltung einer geschlossenen Grasnarbe. In der Vergangenheit wurde Weiche Trespe manchmal als „Deutsches Raygras“ zum Feldfutterbau empfohlen, in Norddeutschland gab es sogar Samenbau.